# John Riiber
John Riiber (* 5. Mai 1965) ist ein ehemaliger norwegischer Nordischer Kombinierer.
Riiber nahm an den Nordischen Junioren-Skiweltmeisterschaften 1984 in Trondheim teil. Hier gewann er sowohl im Einzel am 3. Februar 1984 als auch im Team mit Trond-Arne Bredesen und Geir Andersen zwei Tage später die Silbermedaille. Ein Jahr später, bei den Junioren-Skiweltmeisterschaften 1985 wiederholte er den Gewinn der Silbermedaille im Teamwettbewerb gemeinsam mit Thomas Selbekk und Bredesen. Seine ersten Punkte im Weltcup der Nordischen Kombination hatte er zuvor bereits am 15. Dezember 1984 in Planica erreicht, als er in einem Gundersen-Wettkampf von der Normalschanze mit einer sich daran anschließenden Langlaufdistanz über 15 Kilometer den siebten Rang belegt hatte. Sein bestes Resultat in dieser Wettbewerbsserie erzielte er am 5. Januar 1985 in Schonach mit dem vierten Platz. Seine beste Platzierung im Gesamtweltcup war ein 17. Platz aus der Saison 1984/85. Auf nationaler Ebene wurde Riiber drei Mal Norwegischer Meister: 1983, 1985 und 1986 siegte er jeweils im Teamwettbewerb.
| Saison  | Platz | Punkte |
| ------- | ----- | ------ |
| 1984/85 | 17.   | 21     |
| 1986/87 | 37.   | 03     |
| 1988/89 | 31.   | 10     |